# Банатские швабы

Расселение немцев в Румынии в 1945 году: на западе — банатские швабы, на востоке — семиградские саксонцы

Банатские швабы (нем. Banater Schwaben) — общий термин для обозначения немецкоязычного населения исторической области Банат в юго-восточной Европе; часть дунайских швабов.

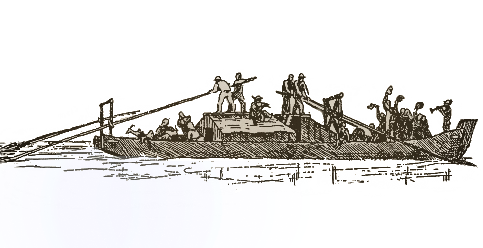
Баржа типа «Ульмер Шахтель»

## История
После того, как по условиям Пожаревацкого мира Австрия получила Банат, возникли планы заселения новообразованной провинции Темешварский Банат и региона Бачка между реками Дунай и Тиса. Хотя следующая война Австрии с Турцией опять опустошила регион, после её окончания колонизация продолжилась — как благодаря частной инициативе, так и благодаря поддержке государства. Когда в 1740 году Мария Терезия короновалась как «король Венгрии», она стала поощрять интенсивную колонизацию коронных земель, особенно между Тисой и Тимишоарой. Немцам было разрешено сохранять свой язык и свою религию (обычно католичество). Точное происхождения термина «банатские швабы» неизвестно, предполагается что он возник потому, что большинство переселенцев регистрировалось для дальнейшей отправки по Дунаю в швабском городе Ульм; в то время как на самом деле большинство переселенцев происходило из Эльзас-Лотарингии, Австрии, Баварии, Франконии и Пфальца. На баржах типа «Ульмер Шахтель» они транспортировались по Дунаю до Будапешта или Белграда, откуда следовали по суше к своему новому месту жительства.
Колонисты обычно были младшими сыновьями из бедных крестьянских семей, имевшие в родных местах мало шансов наладить хорошую жизнь. На новом месте они получали финансовую поддержку и долговременные налоговые льготы. Так как среди первых иммигрантов было мало женщин, многие из них так и остались холостяками. Государство поддерживало финансово ремесленников, учителей, врачей и прочих специалистов. Среди иммигрантов из Лотарингии в течение нескольких поколений сохранялся французский язык, известный как «банатский французский» (фр. Français du Banat).
С 1893 года в венгерской части Австро-Венгрии начала интенсивно проводиться политика мадьяризации, и банатские швабы начали переселяться в Болгарию, где оседали в основанной банатскими болгарами деревне Бырдарски-Геран; часть из них впоследствии мигрировала дальше, в деревни Царев-Брод и Гостиля. В годы Второй мировой войны их потомки были вывезены в нацистскую Германию в рамках политики «Heim ins Reich».

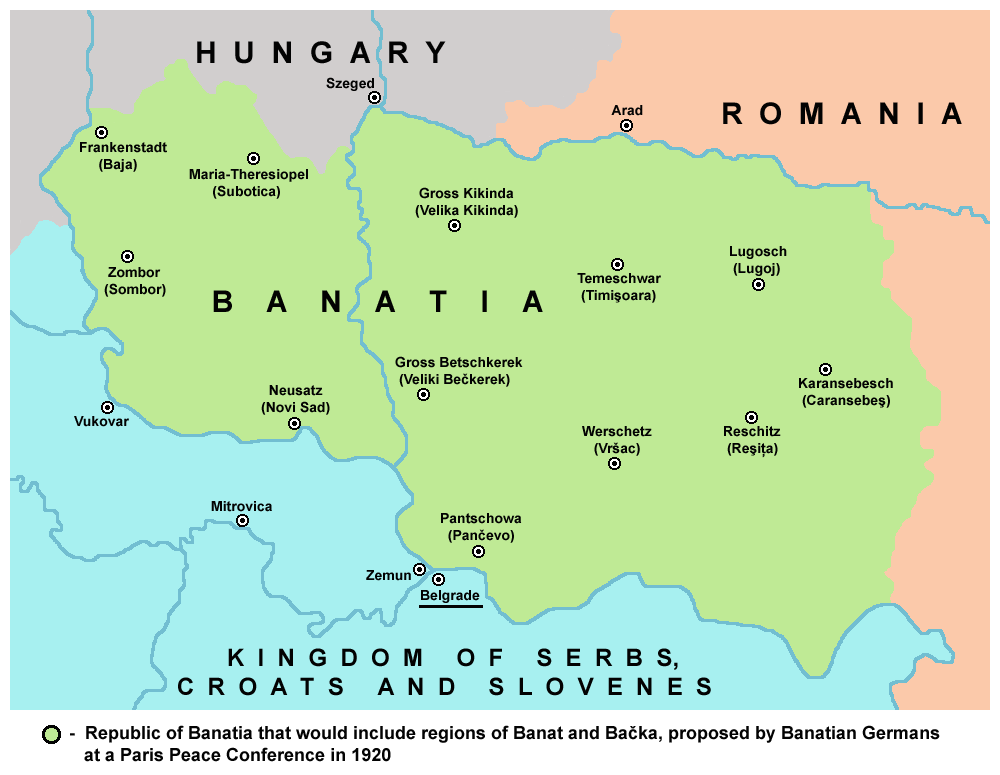
Проект Банатской республики, предложенные банатскими немцами на Парижской мирной конференции в 1920 году

После поражения Центральных держав в Первой мировой войне и краха Австро-Венгрии восточная часть Баната вошла в состав Румынии. Мадьяризация прекратилась, банатские швабы снова смогли открыть немецкоязычные школы, начали издаваться газеты на немецком языке, в Тимишоаре заработал немецкоязычный театр. В 1921 году была основана организация «Verband der Deutschen in Rumaenien» («Союз немцев Румынии»).
Экономический кризис 1930-х годов привёл к эмиграции многих банатских швабов в Аргентину, Бразилию и США. С 1933 года среди немецкоязычного населения юго-восточной Европы стали распространяться идеи нацизма. После германо-итало-венгерского вторжения в Югославию в оккупированной Сербии был образован автономный регион Банат с немецким самоуправлением, а многие румынские немцы были призваны в румынскую армию и воевали на восточном фронте (в соответствии с германо-румынским договором 1943 года они могли служить в вермахте, не теряя румынского гражданства). Огромное количество фольксдойче добровольно вступало в СС и Ваффен-СС, в частности, из немцев Баната была сформирована 7-я добровольческая горная дивизия СС «Принц Ойген», печально прославилась массовыми расправами над мирным населением в ходе борьбы с югославскими партизанами.

### После Второй мировой войны
21 ноября 1944 года Президиум АВНОЮ объявил проживающих на территории Югославии немцев врагами народа. 6 февраля 1945 года был издан закон, в соответствии с которым подлежало конфискации всё находящееся на территории Югославии имущество Третьего Рейха, лиц немецкой национальности (независимо от гражданства) и коллаборационистов. После войны многие немцы в Югославии умерли в концентрационных лагерях, многие из оставшихся в живых были вынуждены покинуть страну; если до войны в Воеводине жило порядка 350 тысяч немцев, то перепись 1958 года зафиксировала лишь 32 тысячи. Согласно переписи 2002 года в Сербии проживало лишь 3.901 немцев, из которых 3.154 — в Воеводине.
После того, как в августе 1944 года Румыния перешла на сторону Антигитлеровской коалиции, многие банатские швабы бежали в Германию от наступающих советских войск. После войны банатские швабы на территории Румынии подверглись репрессиям в меньшей степени, чем в Югославии. В 1951 году властями Румынии была проведена депортация в Бэрэганскую степь, затронувшая тысячи семей банатских швабов. Многие из банатских швабов покинули страну по экономическим причинам (в частности, премьер-министр Франции Робер Шуман способствовал переселению во Францию «банатских французов» — тех банатских швабов, кто происходил от переселенцев из Лотарингии), и к настоящему времени их количество составляет порядка 10 % от предвоенного.
Немцы из Венгрии были переселены в оккупированную союзниками Германию.
Однако в 1960-е годы политическая атмосфера смягчилась. Политика лишения избирательных прав и лишения прав предполагаемых нацистских пособников среди немецкоязычного меньшинства закончилась. Банатским швабам были предоставлены полные права румынского гражданства. Тем не менее, многие банатские швабы предпочли использовать более мягкие условия для эмиграции в Германию, поскольку они больше не доверяли обещаниям коммунистического правительства Румынии. Аналогичное решение приняли трансильванские саксы, жившие в регионе со времен средневековья. Несмотря на то, что швабские семьи дунайских и банатских швабов жили там на протяжении десяти или более поколений, и их культура развивалась совершенно иначе, чем немецкая, они больше не чувствовали себя в безопасности.
В 1965 году к власти в Румынии пришел Николае Чаушеску. Сначала он открыл страну Западу, но к концу 1970-х годов стал ультранационалистом и противником всех этнических меньшинств. При его правлении любой банатский шваб, решивший эмигрировать, должен был заплатить награду в размере более тысячи марок (в зависимости от возраста и образования) за получение постоянной эмиграционной визы. Тем не менее, тысячи банатских швабов уезжали каждый год вплоть до 1980-х годов. Экономический кризис коммунистического государства, а также слухи о проекте разрушения деревень заставили около 200 000 человек бежать из Румынии.
После падения Чаушеску в 1989 году и воссоединение Германии в 1990 году почти все оставшиеся банатские немцы в Румынии уехали в Германию. Как следствие, этническое немецкое население в Румынии значительно сократилось. Некоторые возвращаются, как правило, это предприниматели с экономическими амбициями, поддерживаемыми немецкими безвозвратными грантами на проекты развития за пределами Германии. У некоторых бывших банатских швабов теперь вновь появилось желание вернуться в свой давний дом, но большинству из них пришлось продать свою собственность, когда они уехали, и у них нет дома, куда можно было бы вернуться.
Из 750 000 этнических немцев, когда-то живших в Румынии, сегодня осталось менее одной десятой этого числа. Только в городах с большим населением все еще существует немецкая культурная жизнь, чему обычно способствуют непрерывные государственные субсидии Румынии и помощь этнических румын. Тем не менее, Allgemeine Deutsche Zeitung является процветающей еженедельной газетой, а Немецкий государственный театр в Тимишоаре (Deutsches Staatstheater Temeswar), субсидируемый румынским правительством, проводит постоянные театральные представления. В Тимишоаре и Араде есть начальные и средние школы с немецким языком обучения, которые посещают в основном румынские учащиеся. Остальные этнические немцы (включая банатских швабов) в Румынии представлены в политике DFDR или Demokratisches Forum der Deutschen in Rumänien (Демократический форум немцев в Румынии).
В то время как швабы из других районов Югославии бежали или были изгнаны, судьба швабов Баната и Бачки сложилась гораздо менее удачно. Из-за высокого уровня призыва в армию в селах оставались в основном женщины, дети и старики, которые не хотели или не могли бежать. Ближе к концу войны все швабы, подозреваемые в связях с нацистской военной администрацией, были помещены во временные лагеря для интернированных. Многие были подвергнуты пыткам, и по меньшей мере 5800 человек были убиты. Других использовали в качестве принудительного труда. После Рождества 1944 года около 30 000 молодых людей, в основном женщин, были отправлены в трудовые лагеря на территории Советского Союза поездом в сопровождении коммунистических партизан.
В рамках сельскохозяйственной реформы партизанские семьи — в основном мигранты из раздираемой войной Боснии, Лики и Черногории — захватили конфискованные швабские фермы и дома. В марте 1945 года выжившие швабы были помещены в гетто в «деревенские лагеря», которые выжившие позже назвали «лагерями смерти», где уровень смертности достигал 50 %.
Самый печально известный лагерь находился в Кничанине (бывший Рудольфсгнад), где погибло от 11 000 до 12 500 швабов. Ситуация улучшилась в 1947 году, когда в лагеря поступила иностранная гуманитарная помощь, а их режим работы был ослаблен. Лагерная система была закрыта в марте 1948 года, а выжившие заключенные были призваны на принудительные работы в армию или на промышленность. Их бегство также обычно терпели. К концу 1950-х годов около 300 000 югославских швабов сумели эмигрировать в западные страны, включая США.
Согласно исследованию, проведенному в 1961 году немецким историком Гансом-Ульрихом Велером, позже поддержанным немецкими эмигрантскими организациями, по меньшей мере 7200 швабов были казнены партизанами, около 2000 депортированы в Советский Союз и примерно 48000 умерли в трудовых лагерях. Около 16,8 % швабов Югославии погибли во время и после войны.
Сербская перепись 2002 года зафиксировала только 3901 немца в Сербии, 3154 из которых проживали в провинции Воеводина. В декабре 2007 года оставшиеся швабы сформировали свой собственный совет меньшинства в Нови-Саде, получив необходимые 3000 подписей избирателей. Президент Андреас Бигермейер заявил, что совет сосредоточится на реституции собственности, а также на обозначении массовых могил и мест лагерей. По его оценкам, общее количество оставшихся дунайских швабов в Сербии и их потомков составляет от 5000 до 8000 человек.
В Венгрии осталось менее 62 000 дунайских швабов, но они имеют политическое представительство. В одном городе и нескольких деревнях говорят по-немецки. Изгнание швабского меньшинства из Венгрии коммунистическим правительством под диктовку Советского Союза произошло между 1945 и 1948 годами. В результате многие ассимилировались и изменили свою этническую принадлежность, став мадьярами в Венгрии, а также в Югославии и Румынии.